# El Robledo
El Robledo ist eine Gemeinde mit 1.049 Einwohnern (Stand: 2024) in der spanischen Provinz Ciudad Real der Autonomen Region Kastilien-La Mancha. Die Gemeinde wurde neu aus der Gemeinde Porzuna gebildet. 

## Lage
El Robledo befindet sich etwa 38 Kilometer nordwestlich von Ciudad Real in einer Höhe von ca. 645 m. 

## Bevölkerungsentwicklung
| Jahr      | 1986 | 1991 | 2001 | 2011 | 2021 |
| Einwohner | 1308 | 1139 | 1091 | 1307 | 1058 |

## Sehenswürdigkeiten
- Kirche